# 二海郡

北海道二海郡の位置（黄色）

二海郡（ふたみぐん）は、北海道渡島総合振興局の郡。
人口14,514人、面積956.08km²、人口密度15.2人/km²。（2025年2月28日、住民基本台帳人口）
以下の1町を含む。
- 八雲町（やくもちょう）

## 概要
2郡にまたがる市町村合併により新設された郡。内浦湾と日本海に面することから「2つの海」という意味で名付けられた。

## 沿革
- 2005年（平成17年）10月1日 - 山越郡八雲町（渡島支庁）と爾志郡熊石町（檜山支庁）が合併し、二海郡八雲町が発足。渡島支庁が管轄。（1町）
- 2010年（平成22年）4月1日 - 渡島支庁が廃止され、渡島総合振興局の管轄となる。